# Боровичене
Боровѝчене или Боравѝчени е село в Югозападна България. То се намира в община Петрич, област Благоевград.

## География
Село Боровичене се намира в планински район.

## История
Селото се споменава в османски дефтер от 1570 година под името Боровичани. През същата година в него живеят 73 християнски и 3 мюсюлмански домакинства.
В „Етнография на вилаетите Адрианопол, Монастир и Салоника“, издадена в Константинопол в 1878 година и отразяваща статистиката на населението от 1873 година, Боровица (Borovitza) е посочено като село с 33 домакинства и 102 жители българи.
Към 1900 г. според статистиката на Васил Кънчов („Македония. Етнография и статистика“) населението на село Боровичъ (Боровица) брои общо 150 българи.
Всички местни християни са под ведомството на Българската екзархия. По данни на секретаря на Екзархията Димитър Мишев („La Macédoine et sa Population Chrétienne“) в 1905 година в Боровичени (Borovitcheni) има 136 българи екзархисти.
До 1947 година Боровичене е махала на бившето сборно село Игуменец.

## Население

### Етнически състав
Преброяване на населението през 2011 г.
Численост и дял на етническите групи според преброяването на населението през 2011 г.:
|                     | Численост |
| Общо                | 53        |
| Българи             | 50        |
| Турци               | 0         |
| Цигани              | 0         |
| Други               | 0         |
| Не се самоопределят | -         |
| Неотговорили        | 3         |

## Редовни събития
Редовно на християнския празник Илинден хората от село Боровичене провеждат ежегодни празненства в продължение на три дни.